# Florian Maitre
Florian Maitre (Meudon, 3 settembre 1996) è un ciclista su strada e pistard francese, vincitore di tre titoli europei su pista e professionista su strada nel biennio 2020-2021.

## Palmarès

### Strada
- 2016 (Vendée U)

1ª tappa Essor Breton (Plounéventer > Bodilis)
Classifica generale Essor Breton
- 2018 (Vendée U)

2ª tappa Circuit des Plages Vendéennes (Noirmoutier-en-l'Île > Noirmoutier-en-l'Île)
1ª tappa Boucle de l'Artois (Croisilles > Avesnes)
- 2019 (Vendée U)

5ª tappa Essor Breton (Plougourvest > Plougourvest)

#### Altri successi
- 2015 (Vendée U)

Tour du Pays Lionnais
- 2016 (Vendée U)

2ª tappa Tour d'Eure-et-Loir (Arrou, cronosquadre)
2ª tappa Tour Nivernais Morvan (Magny-Cours > Nevers, cronosquadre)
Prix Marcel-Bergereau
Grand Prix de Malaquais
- 2017 (Vendée U)

1ª tappa Tour des Cantons (Mareuil > Sainte-Croix-de-Mareuil, cronosquadre)
Boucles de l'Austreberthe
Trophée Louis Caiveau
- 2018 (Vendée U)

Classifica scalatori Tour du Maroc
Criterium Romain Guyot

### Pista
- 2014

Campionati francesi, Corsa a punti Junior
Campionati francesi, Inseguimento a squadre Junior (con Corentin Ermenault, Adrien Garel e Louis Richard)
- 2016

Campionati europei, Inseguimento a squadre Under-23 (con Thomas Denis, Corentin Ermenault e Benjamin Thomas)
Campionati europei, Inseguimento a squadre (con Thomas Denis, Corentin Ermenault e Benjamin Thomas)
- 2017

Campionati francesi, Inseguimento a squadre (con Aurélien Costeplane, Thomas Denis e Clément Davy)
Campionati francesi, Corsa a punti
Campionati europei, Inseguimento a squadre (con Thomas Denis, Corentin Ermenault, Louis Pijourlet e Benjamin Thomas)
Campionati europei, Americana (con Benjamin Thomas)
- 2019

Fenioux Piste, Americana (con Benjamin Thomas)
Campionati francesi, Inseguimento a squadre (con Thomas Denis, Donavan Grondin, Louis Pijourlet e Valentin Tabellion)
Campionati francesi, Americana (con Donavan Grondin)

## Piazzamenti

### Classiche monumento
- Giro delle Fiandre

2020: 83º
- Parigi-Roubaix

2021: fuori tempo massimo

### Competizioni mondiali
- Campionati del mondo su pista

Londra 2016 - Inseguimento a squadre: 11º
Hong Kong 2017 - Inseguimento a squadre: 5º
Apeldoorn 2018 - Inseguimento a squadre: 11º
Apeldoorn 2018 - Inseguimento individuale: 18º
Pruszków 2019 - Inseguimento a squadre: 16º
Pruszków 2019 - Corsa a punti: 12º

### Competizioni europee
- Campionati europei su pista

Montichiari 2016 - Inseguimento a squadre Under-23: vincitore
Montichiari 2016 - Americana Under-23: 2º
Saint-Quentin-en-Yvelines 2016 - Inseguimento a squadre: vincitore
Berlino 2017 - Inseguimento a squadre: vincitore
Berlino 2017 - Americana: vincitore
Glasgow 2018 - Corsa a punti: 6º
Apeldoorn 2019 - Inseguimento a squadre: 6º